# توسعه انرژی

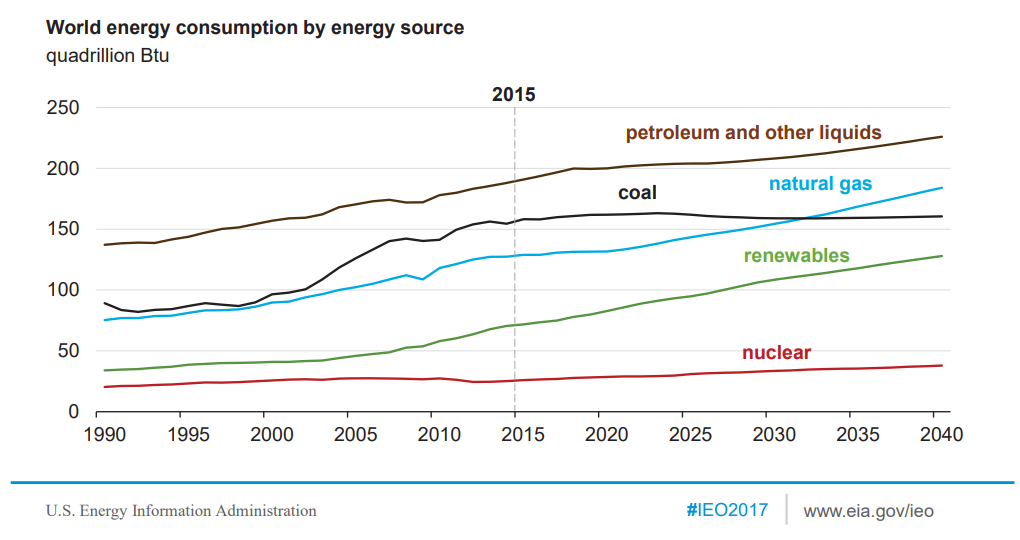
مصرف انرژی جهان بر حسب سوخت

توسعه انرژی (انگلیسی: Energy development) فرایندی در جهت بازیابی و استفاده مجدد از انرژی است، که در زمینه ساخت منابع انرژی اولیه و تولید حامل‌های انرژی ثانویه با هدف پاسخگویی به نیازهای جامعه، متمرکز می‌باشد. فعالیت‌هایی چون استفاده از منابع انرژی نو و انرژی تجدیدپذیر گونه‌هایی از توسعه انرژی بشمار می‌آیند.